# Копитко Богдан Іванович
Богда́н Іва́нович Копи́тко (нар. 9 травня 1954) — український вчений у галузі математики. Доктор фізико-математичних наук, професор. Академік АН ВШ України з 2010 р.

## Біографія
Народився в с. Гориславичі, Мостиського району, Львівської обл. в сім'ї вчителів. У 1971 р. закінчив Львівську середню школу — інтернат № 2. У цьому ж році вступив на навчання на механіко-математичний факультет Львівського національного університету ім. І. Франка, який закінчив у 1976 р. за спеціальністю «математика». З 1976 р. працює у ЛНУ ім. І. Франка на викладацькій посаді. У 1978–1981 рр. та 1991–1994 рр. навчався відповідно в аспірантурі та докторантурі при відділі випадкових процесів Інституту математики НАН України. Кандидатську дисертацію на тему «Склеювання дифузійних процесів» захистив у 1982 р., а в 1995 р. захистив докторську дисертацію на тему «Аналітичні методи в теорії дифузійних процесів» зі спеціальностей 01.01.05 (теорія ймовірностей і математична статистика) та 01.01.02 (диференціальні рівняння). Вчене звання професора отримав у 2004 р. Працював також на посаді в. о. провідного наукового співробітника ІППММ ім. Я. С. Підстригача (1996 р.), на посаді завідувача кафедри інформаційних систем у менеджменті Львівського інституту менеджменту (1996–2000 рр.)., на посаді професора кафедри банківських дисциплін та кафедри математики і статистики Львівського інституту банківської справи УБС НБУ (2000–2003 рр.).З 2003 р. і дотепер завідувач кафедри вищої математики Львівського національного університету ім. І. Франка.

## Наукова діяльність
Коло наукових інтересів охоплює теорію дифузійних процесів і теорію диференційних рівнянь з частинними похідними параболічного та еліптичного типів. Вперше дослідив та сформулював нові постановки почасово-крайових задач і задач спряження для лінійного параболічного рівняння другого порядку, в яких крайові умови або умови спряження описуються, як і рівняння в області, диференціальними операторами другого порядку. Отримані при вивчені цих задач результати успішно застосував у побудові аналітичними методами важливих класів узагальнених дифузійних процесів.
Опублікував 85 наукових праць, з них понад 50 статей, 4 навчальних посібники і 1 підручник.